# Sacerdotalismo
Sacerdotalismo é a crença em algumas religiões de que os sacerdotes devem ser mediadores entre Deus e a humanidade. O entendimento dessa mediação passou por um desenvolvimento ao longo do tempo e, especialmente, com o advento dos estudos históricos e bíblicos modernos.